# 1. фебруар
1. фебруар је тридесет други дан у години у Грегоријанском календару. 333 дана (334 у преступним годинама) остаје у години после овог дана.

## Догађаји
- 1701 — Битка код Кремоне током Рата за шпанско наслеђе између аустријских и француских трупа.
- 1748 — Указом царице Марије Терезије Нови Сад добио статус слободног краљевског града у оквиру аустријске монархије. Тај дан проглашен за Дан града 1996.
- 1793 — Револуционарна Француска, непуне две седмице после погубљења краља Луја XVI, објавила рат Великој Британији и Холандији.
- 1840 — У америчком граду Балтимор отворен први стоматолошки факултет у свету.
- 1893 — Томас Алва Едисон у Вест Оринџу у Њу Џерзију отворио први филмски студио у свету.
- 1896 — Подстакнути побуном у Грчкој, становници острва Крит почели устанак против турске власти. Уз интервенцију европских сила Крит 1898. добио аутономију, а 1912. припојен Грчкој.
- 1896 — У Торину је премијерно изведена Пучинијева опера Боеми.
- 1901 — У Београду изашао први број „Српског књижевног гласника“, часописа за књижевност. Први уредник био Богдан Поповић, један од најпознатијих књижевних критичара и теоретичара тог доба.
- 1918 — Топовским пуцњем са крстарице „Санкт Георг“ означен почетак побуне око 6.000 морнара у аустроугарској ратној флоти у Боки которској. Побуна угушена 3. фебруара, ухапшено 800 морнара и подофицира, а пред преки суд у Котору изведено њих 40, од којих су четири осуђена на смрт и потом стрељана. Велики број ослобођен после суђења у септембру, а кривични поступак против осталих прекинут сломом Аустроугарске у Првом светском рату.
- 1924 — Прва лабуристичка влада Велике Британије признала СССР, што је знатно допринело смањењу дипломатске изолације прве социјалистичке земље у свету.
- 1942 — Вођа норвешких фашиста Видкун Квислинг постао је председник марионетске владе у окупираној Норвешкој, у Другом светском рату.
- 1946 — Норвешки дипломата Тригве Ли изабран за првог генералног секретара Уједињених нација.
- 1946 — Мађарска проглашена за републику, с председником Золтаном Тилдијем и премијером Ференцом Нађом.
- 1974 — У пожару који је захватио нови солитер у бразилском граду Сао Пауло погинуло више од 220 људи.
- 1979 — Ирански верски вођа ајатолах Рухолах Хомеини вратио се у земљу из Париза после 15 година изгнанства, које је провео углавном у Ираку. Тиме наступила нова фаза исламске револуције којом је у Ирану успостављена исламска теократска држава.
- 1990 — Да би сузбила масовне демонстрације косовских Албанаца, Југословенска народна армија извела тенкове на улице косовских градова, а борбени авиони надлетали Приштину. У сукобима демонстраната и полиције погинуло 27 демонстраната и један полицајац, а рањено око 100 људи на обе стране.
- 1991 — У земљотресу који је погодио пограничне области Авганистана и Пакистана погинуло више од 1.200 људи.
- 1992 — Председници САД и Русије Џорџ Х. В. Буш и Борис Јељцин потписали, у Кемп Дејвиду, декларацију о престанку непријатељстава две земље, чиме је формално завршен Хладни рат.
- 1995 — Поплаве у Холандији натерале око 250.000 људи да напусте домове.
- 1996 — Председник Жак Ширак објавио да је Француска заувек окончала нуклеарне пробе.
- 2000 — Због учесталих напада наоружаних Албанаца на полицијске и друге објекте, српске власти појачале присуство снага безбедности и Војске Југославије на југу Србије у региону општина Прешево, Бујановац и Медвеђа, у којима Албанци чине већину становништва.
- 2002 —
  - На суђењу у Ријеци, за ратне злочине почињене над Србима 1991. и 1992, бивши начелник полиције из Госпића Иван Дасовић потврдио да је тадашњи политички врх Хрватске знао за убиства Срба у Госпићу.
  - Савет безбедности УН продужио мандат мировних снага у Источном Тимору до 20. маја, за када је предвиђено проглашење независности те бивше португалске колоније. После одласка Португалаца 1975. ту територију окупирала Индонезија, а мировне снаге упућене 1999. пошто је Источни Тимор прокламовао независност.
- 2003 — У несрећи „Спејс-шатла Колумбија“ који се запалио и распао на висини од око 60 километара изнад Тексаса у САД погинуло свих седам астронаута.
- 2021 — Војни пуч: Војска Мјанмара извела је ухапсила председницу Владе Аунг Сан Су Ћи, поставила генерала за привременог председника и прогласила ванредно стање на годину дана.

## Рођења
- 1659 — Јакоб Рогевен, холандски истраживач. (прем. 1729)[1]
- 1768 — Жак Лористон, француски маршал и дипломата. (прем. 1828)[2]
- 1878 — Алфред Хајош, мађарски пливач и архитекта. (прем. 1955)[3]
- 1878 — Милан Хоџа, словачки политичар, државник и публициста. (прем. 1944)[4]
- 1884 — Јевгениј Замјатин, руски књижевник и преводилац. (прем. 1937)[5]
- 1894 — Џон Форд, амерички редитељ. (прем. 1973)[6]
- 1901 — Кларк Гејбл, амерички филмски глумац. (прем. 1960)[7]
- 1902 — Јован Карамата, српски математичар. (прем. 1967)[8]
- 1905 — Емилио Сегре, италијанско-амерички физичар и Нобеловац. (прем. 1989)[9]
- 1915 — Стенли Метјуз, енглески фудбалер. (прем. 2000)[10][11]
- 1922 — Соја Јовановић, филмски, позоришни и ТВ редитељ. (прем. 2002)[12]
- 1922 — Рената Тебалди, италијанска оперска певачица, сопран. (прем. 2004)[13]
- 1928 — Том Лантош, амерички политичар мађарског порекла. (прем. 2008)[14]
- 1931 — Ијаџудин Ахмед, бангладешки политичар.(прем. 2012)[15]
- 1931 — Борис Јељцин, председник Русије.(прем. 2007)[16]
- 1933 — Светлана Велмар-Јанковић, српска књижевница и дописни члан САНУ. (прем. 2014)[17]
- 1942 — Тери Џоунс, велшки глумац, писац, комичар, сценариста, редитељ и историчар. (прем. 2020)[18]
- 1946 — Елизабет Слејден, енглеска глумица. (прем. 2011)[19]
- 1958 — Борче Средојевић, босанскохерцеговачко-српски фудбалер и фудбалски тренер.[20]
- 1964 — Лајнус Роуч, енглески глумац.
- 1965 — Стефани од Монака, принцеза Монака.[21]
- 1965 — Брендон Ли, амерички глумац. (прем. 1993)[22][23]
- 1966 — Лоран Гарније, француски ди-џеј и продуцент електронске музике.[24]
- 1967 — Александар Дунић, српски глумац.[25]
- 1968 — Лиса Мари Пресли, америчка музичарка. (прем. 2023)[26]
- 1969 — Габријел Батистута, аргентински фудбалер.[27][28]
- 1969 — Брајан Краус, амерички глумац.[29]
- 1971 — Златко Заховић, словеначки фудбалер.[30][31]
- 1971 — Мајкл Си Хол, амерички глумац.[32]
- 1972 — Дејан Зечевић, српски редитељ и сценариста.[33]
- 1973 — Јуриј Ландман, холандски музичар.[34]
- 1973 — Сара Маклауд, аустралијска музичарка.
- 1978 — Кејнан, сомалско-канадски музичар.[35]
- 1982 — Гевин Хенсон, велшки рагбиста.[36][37]
- 1983 — Ивета Бенешова, чешка тенисерка.[38]
- 1983 — Кевин Мартин, амерички кошаркаш.[39]
- 1984 — Дарен Флечер, шкотски фудбалер.[40][41]
- 1986 — Јорит Бергсма, холандски брзи клизач.[42][43][44]
- 1992 — Патрик Јанг, амерички кошаркаш.[45]
- 1994 — Хари Стајлс, енглески музичар и глумац.[46]
- 1998 — Зе Маркос, бразилски фудбалер.[47][48]
- 1998 — Алекса Раданов, српски кошаркаш.[49][50]

## Смрти
- 772 — Папа Стефан III. (рођ. 720)[51]
- 992 — Џавхар, фатимидски генерал.
- 1222 — Алексије I Велики Комнин, трапезунтски цар. (рођ. 1181)[52]
- 1328 — Шарл IV Лепи, краљ Француске (рођ. 1294)[53]
- 1691 — Папа Александар VIII. (рођ. 1610)[54]
- 1733 — Август II Јаки, саксонски кенз и краљ Пољске. (рођ. 1670)[55]
- 1851 — Мери Шели, британска књижевница. (рођ. 1797)[56]
- 1903 — Џорџ Габријел Стокс, англо-ирски математичар и физичар. (рођ. 1819)[57]
- 1905 — Освалд Ахенбах, немачки сликар (рођ. 1827)[58]
- 1908 — Милован Глишић, српски књижевник. (рођ. 1847)[59]
- 1944 — Пит Мондријан, холандски сликар и теоретичара уметности. (рођ. 1872)[60]
- 1957 — Фридрих Паулус, немачки генерал. (рођ. 1890)[61]
- 1958 — Клинтон Дејвисон, амерички физичар и Нобеловац. (рођ. 1881)[62]
- 1966 — Хеда Хопер, америчка глумица и новинарка. (рођ. 1885)[63]
- 1966 — Бастер Китон, амерички филмски глумац и режисер. (рођ. 1895)[64]
- 1976 — Вернер Хајзенберг, немачки физичар и Нобеловац. (рођ. 1901)[65]
- 1986 — Алва Мирдал, шведски социолог и политичар. (рођ. 1902)[66]
- 1994 — Радован Самарџић, историчар. (рођ. 1922)[67]
- 2012 — Вислава Шимборска, пољска песникиња, есејиста и преводилац. (рођ. 1923)[68]
- 2014 — Максимилијан Шел, аустријско—швајцарски глумац. (рођ. 1930)[69]
- 2020 — Енди Гил, енглески музичар и музички продуцент, најпознатији као суоснивач и соло гитариста групе Gang of Four. (рођ. 1956)[70]

## Празници и дани сећања
- Српска православна црква слави:
  - Преподобног Макарија Великог
  - Преподобног Макарија Александријског
  - Светог Арсенија - епископа крфског
  - Светог Марка - архиепископа ефеског
  - Блаженог Теодора